# 华蟹甲
华蟹甲（学名：Sinacalia tangutica）是菊科华蟹甲属的植物，是中国的特有植物。分布在中国大陆的湖南、青海、四川、湖北、陕西、山西、甘肃、河北、宁夏等地，生长于海拔1,250米至3,450米的地区，多生于悬崖、林缘、沟边、山坡草地、草甸及路边。

## 别名
羽裂蟹甲草（中国高等植物图鉴）、猪肚子、水萝卜

## 异名
- Cacalia tangutica (Franch.) Hand.-Mazz.